# 巴罗洛宫
巴罗洛宫（西班牙語：Palacio Barolo）是阿根廷布宜诺斯艾利斯的一座22层办公楼，该市的地标之一，位于五月大道1370号。

## 历史
意大利建筑师Mario Palanti受雇主路易斯·巴罗洛之托，设计了这座建筑。巴罗洛是一位意大利移民，于1890年抵达阿根廷，经营针织面料致富。其设计为折衷主义风格。
巴罗洛宫是按照但丁的神曲设计，因为建筑师相当钦佩但丁。它有22层，分为三个段落。地下室和底楼代表地狱，1-14层代表炼狱，而15-22层代表天堂。该大楼高100米，每一米代表神曲的一个篇章。在楼顶的灯塔，可以看到乌拉圭蒙得维的亚所有的道路。业主自用三层，其余楼层出租。
当它在1923年完成时，不仅是该市，而且是整个南美洲最高的建筑。直到1935年，卡瓦纳大厦才从其手中夺走全市最高建筑物的称号。今天，它主要是律师事务所，还有一所西班牙语语言学校，一家出售探戈服装的商店，以及一个剧院。
1997年，该建筑被阿根廷政府列为国家历史古迹。

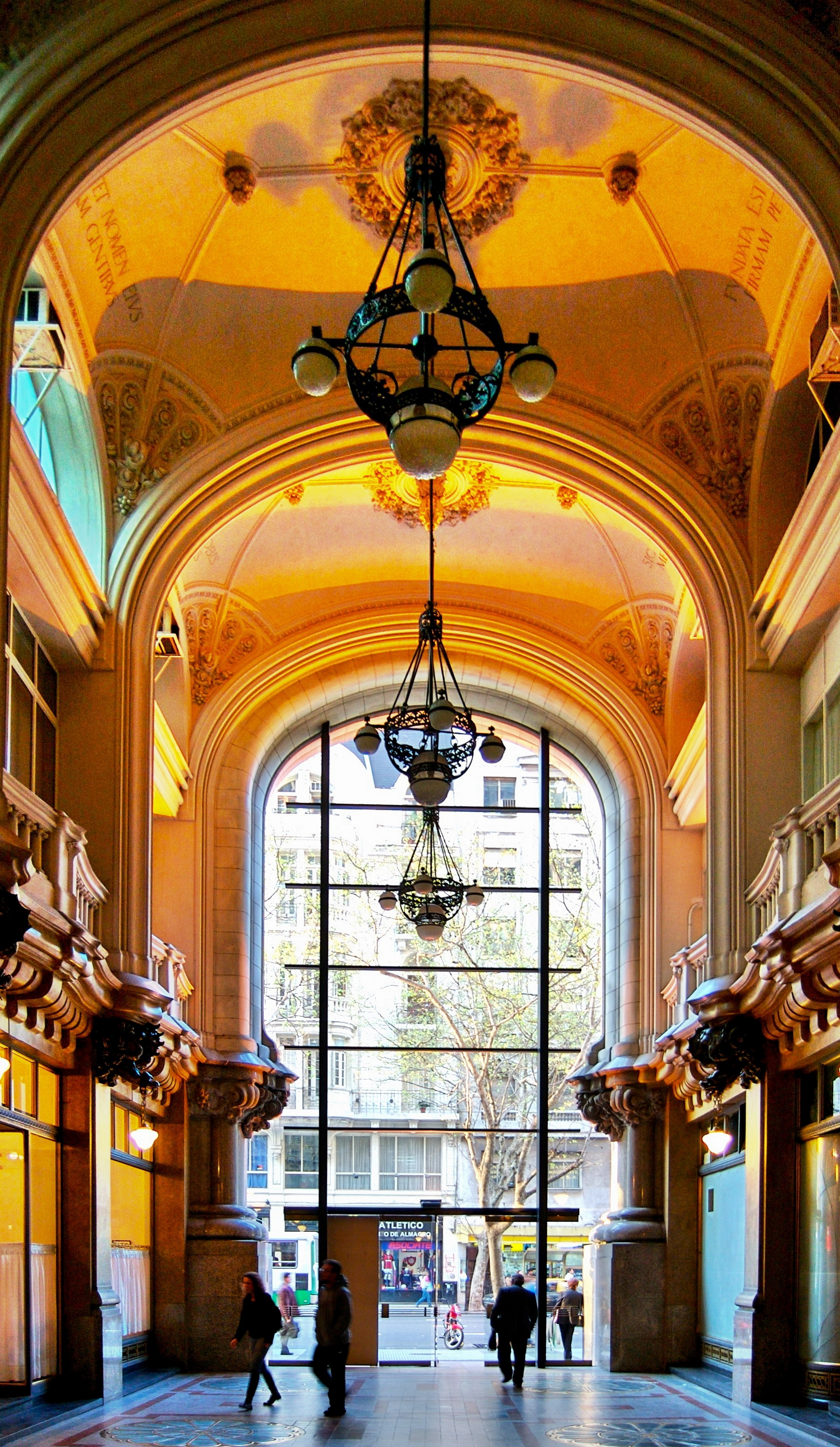
大堂

## 外部連結
- 官方网站
- Catalogue of Monuments
- Photo essay of the palace
- Monument to the Latin geniuses （页面存档备份，存于） (in Spanish)

34°36′34.4″S 58°23′9.1″W / 34.609556°S 58.385861°W